# Пристенское
Пристенское — ботанический заказник местного значения. Находится в Донецком районе Донецкой области. Под российской оккупацией. Статус заказника присвоен решением облисполкома № 9 от 10 января 1979 года. Площадь — 250 га.
Территория заказника — это рукотворное лесное урочище.
Флористический список заказник составляет 349 видов растений. Они являются типичными для Донецкого кряжа растениями на меловых отложениях.
В заказнике под охрану взяты лекарственные травы, которые растут в лесу и на его опушках. На территории заказника произрастают душица обыкновенная, зверобой, цмин песчаный, пижма, валериана. Заказник создавался с целью сохранения душицы обыкновенной. На территории заказника произрастает девять видов растений, занесённых в Красную книгу Украины — василёк Талиева, пион тонколистный, пион волосистый, пион украинский, два вида тюльпанов, эремус красивый.
С заказником работает государственное предприятие «Амвросиевский лесхоз»